# Geschiedenis van de spelcomputer (negende generatie)
Dit artikel behandelt de geschiedenis van de negende generatie spelcomputers. Deze generatie begon in 2020 en volgt de achtste op.

## Beschrijving

### Consoles
Microsoft bracht op 10 november 2020 de Xbox Series uit. Sony volgde twee dagen later op 12 november met de PlayStation 5. De spelcomputers kregen significante updates qua prestaties en grafische processors. Hierdoor werd het mogelijk dat spellen raytracing, ondersteuning voor 4K-beeldresolutie en 60 beelden of frames per seconde (fps) kregen. Ook bouwde Microsoft en Sony solid state drives (SSD's) in voor snellere toegangs- en laadtijden. Opmerkelijk is dat de Xbox Series S en de PlayStation 5 Digital Edition geen optische-schijfstation meer bevatten. Men richt zich met deze uitvoeringen op een digitale distributie van computerspellen.
Nintendo verkoopt in deze generatie nog de Nintendo Switch, maar bracht op 8 oktober 2021 de Nintendo Switch - OLED Model uit. Dit model kreeg een groter beeldscherm met oledtechnologie, een herontworpen standaard, verbeterd geluid, meer opslagruimte en op het dockingstation kan men een netwerkkabel aansluiten. De beeldresolutie en functionaliteit bleef gelijk. Technisch gezien bevat de Switch minder prestaties dan Microsofts en Sony's consoles en wordt als gevolg nog gerekend onder de achtste generatie.
Panic kondigde in 2019 de Playdate aan, een draagbare spelcomputer die op 29 juli 2021 vooruitbesteld kon worden. De handheld bevat een mechanische zwengel die als besturing dient. Men gaf aan dat spellen volgens een planning uitgebracht worden.
Op 15 juni 2021 kwam Atari SA met de Atari VCS, een mini-spelconsole die qua naam en uiterlijk een hommage is aan de oorspronkelijke Atari 2600. De VCS werd deels gefinancierd door een crowdfunding en speelt moderne computerspellen en streaming media. Gebruikers kunnen compatibele spellen downloaden en installeren naar het interne geheugen. De spelcomputer biedt 4K-beeldresolutie, heeft een AMD Ryzen-processor en draait op een aangepaste versie van Ubuntu Linux.
Valve bracht op 25 februari 2022 de Steam Deck uit, een handheld die draait op SteamOS, een aangepaste versie van Arch Linux. Ook biedt de Steam Deck ondersteuning voor 4K-beeldresolutie tot maximaal 8K.
Nintendo kondigde op 16 januari 2025 de opvolger van de Switch aan, de Switch 2. Deze hybride spelcomputer kwam uit op 5 juni 2025 en heeft een vernieuwd ontwerp met nieuwe Joy-Con-controllers, die ook als muis gebruikt kunnen worden, een grotere beeldschermdiameter van 20 cm, meer opslagruimte, en een hogere beeldresolutie van 1440p op 120 Hz. Daarnaast beschikt de Switch over USB-C-poorten en een nieuwe GameChat-functie (eventueel met beeld) voor het chatten met vrienden tijdens het spelen.

### Cloudgaming
De negende generatie zag ook de (publieke) introductie van cloudgamingplatforms van meerdere grote bedrijven. Hiermee werd het mogelijk computerspellen direct te streamen naar een smart-tv, tabletcomputer, smartphone of laptop. Zo wordt het computerspel gedraaid op de servers van het bedrijf en wordt het resultaat direct geüpload naar de computer van de gebruiker. Hierdoor wordt een aparte spelcomputer overbodig. Om dit alles te verwezenlijken en vloeiend te laten verlopen is een snelle internetverbinding noodzakelijk van minimaal 10 Mbit/s.
Cloudgaming is niet nieuw, maar de aanbieders gaven aan dat men vaker beschikt over hogere internetsnelheden, het toegenomen aantal datacenters, een betere integratie met bestaande apparatuur, en een complete lijst van spellen te willen bieden.
De platforms Google Stadia en Amazon Luna werden aangekondigd in respectievelijk november 2019 en oktober 2020. Daarnaast bestaan ook Nvidia Geforce Now en Xbox Cloud Gaming. Geforce Now is een dienst van Nvidia en kwam op 4 februari 2020 beschikbaar voor het publiek. Microsofts Xbox Cloud Gaming, ging eind 2019 in bètafase onder de naam Project xCloud en kwam op 15 september 2020 beschikbaar voor abonnees.
Ondanks dat cloudgaming geen fysieke spelcomputers op de markt heeft, is dit wel toegankelijk binnen de negende generatie van spelcomputers. Cloudgaming is tevens een verschuiving van het kopen en bezitten van een fysieke spelcomputer naar een abonnementsmodel voor toegang tot digitale content op meerdere apparaten.
Ook Nintendo voegde voor de Switch in 2021 cloudstreaming toe om spellen vanaf een server te spelen.
Aantallen over actieve gebruikers zijn niet bekend, maar marktonderzoekers gaven aan dat de cloudgamingmarkt in 2021 zou groeien naar 24 miljoen betaalde klanten.
Vanwege tegenvallende spelersaantallen werd Google Stadia beëindigd op 18 januari 2023.

## Lijst van spelcomputers en diensten uit de negende generatie
- Microsoft: Xbox Series X en S
- Sony: PlayStation 5
- Nintendo: Switch - OLED Model
- Atari: VCS
- Panic: Playdate
- Valve: Steam Deck
- Nintendo Switch 2

### Clouddiensten
- Google Stadia (2019-2023)
- Nvidia Geforce Now
- Xbox Cloud Gaming
- Amazon Luna

## Spelcomputers uit het negendegeneratietijdperk (galerij)

### Spelcomputers voor thuisgebruik

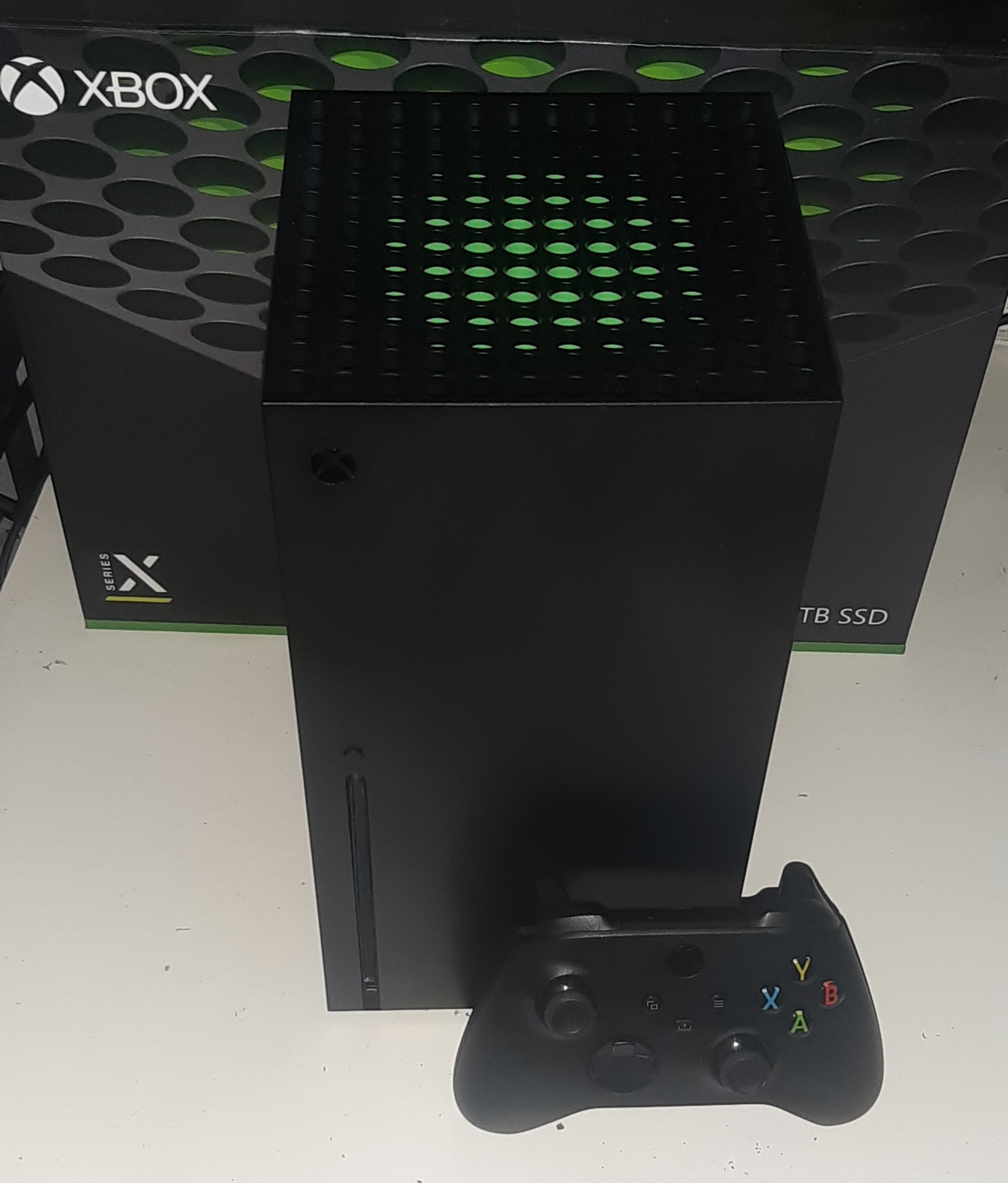
Xbox Series X 2020-heden
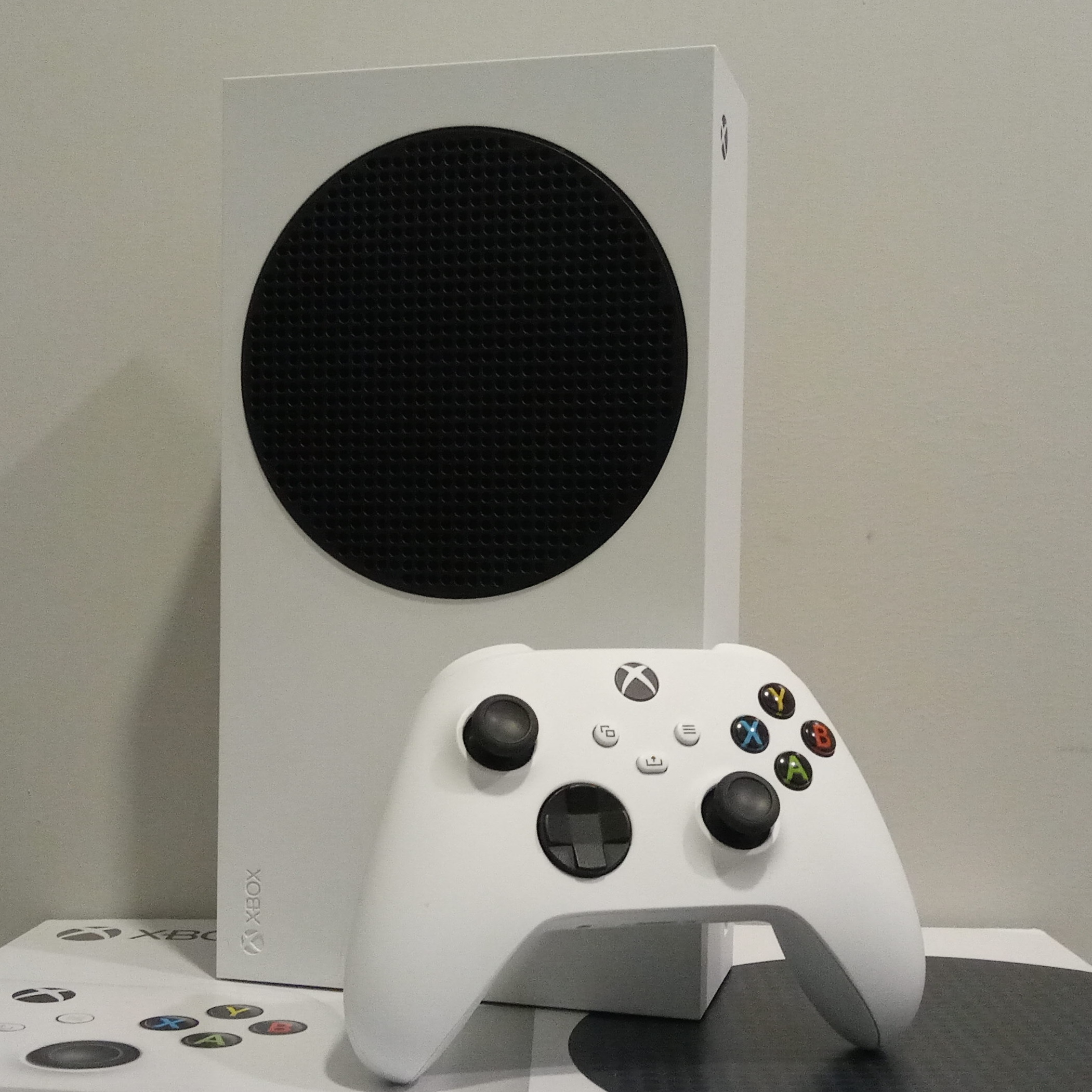
Xbox Series S 2020-heden
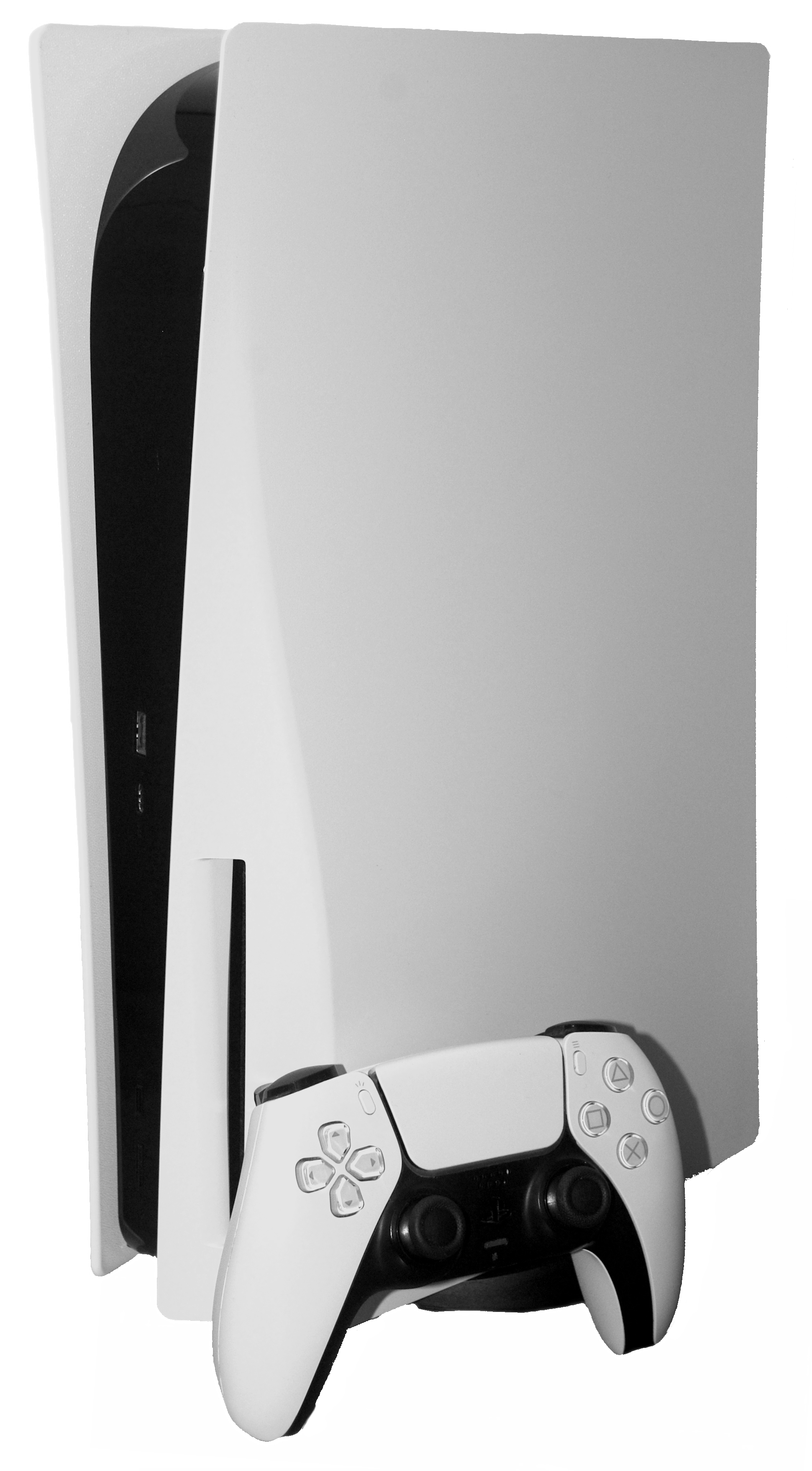
PlayStation 5 2020-heden
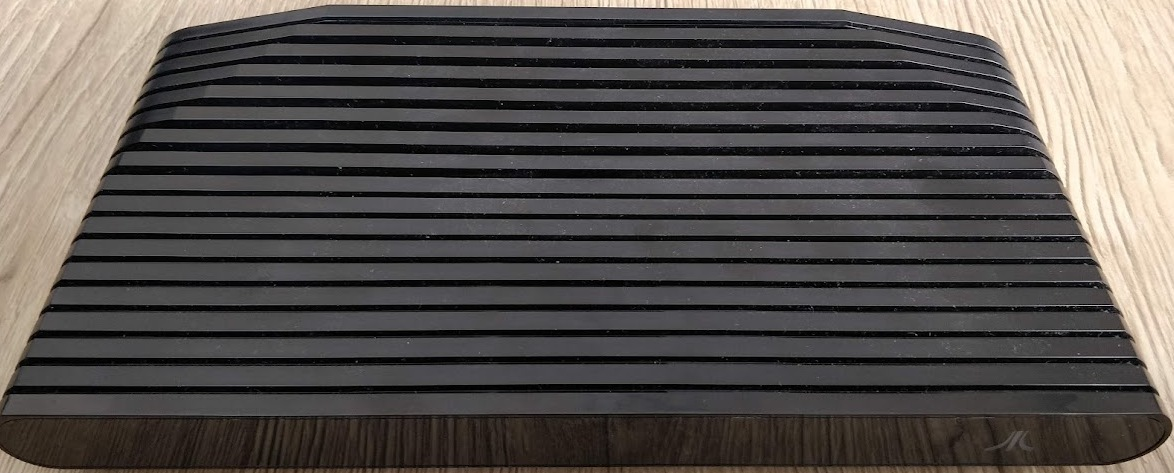
VCS 2021-heden

### Hybride

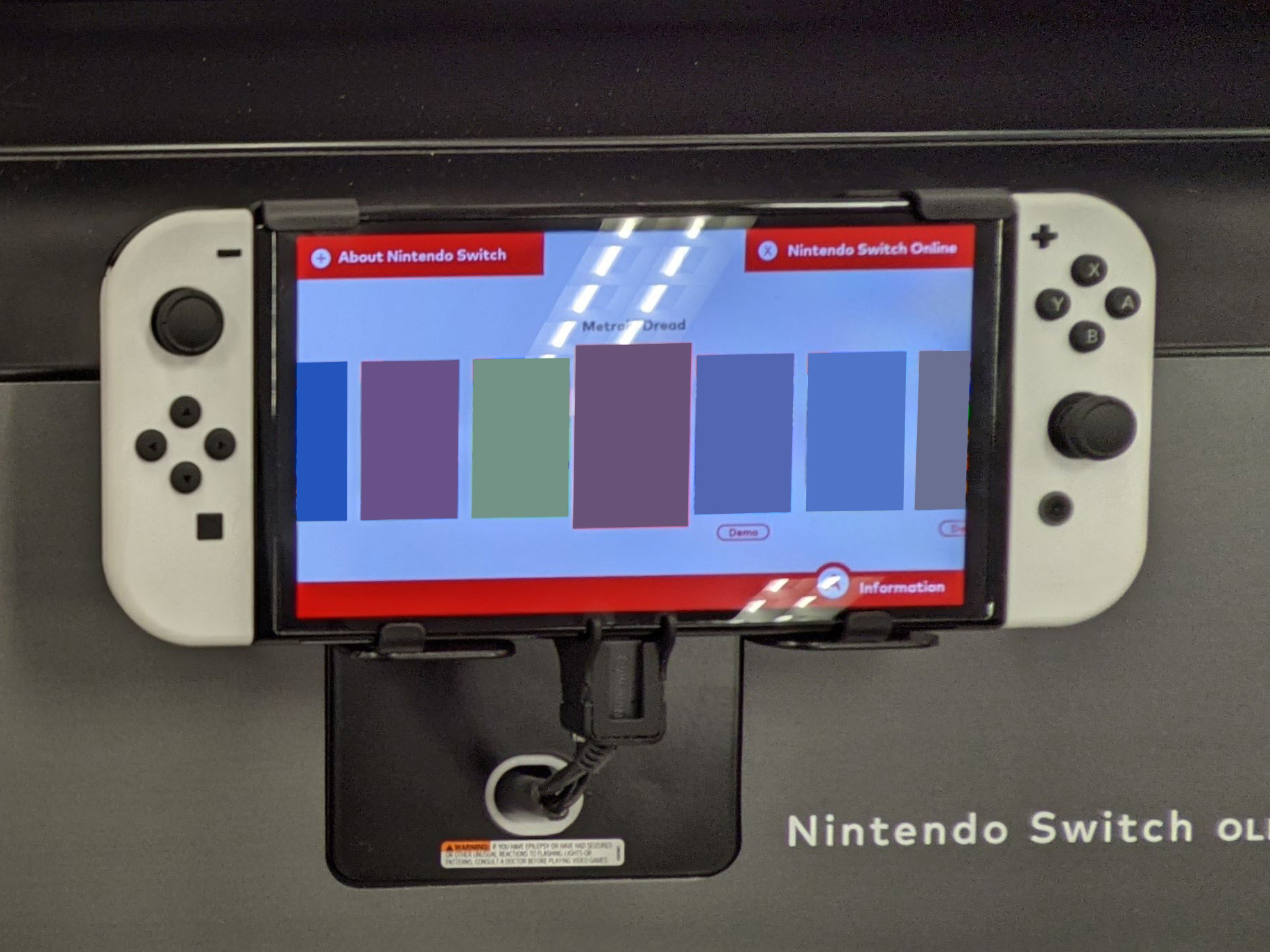
Switch - OLED Model 2021-heden
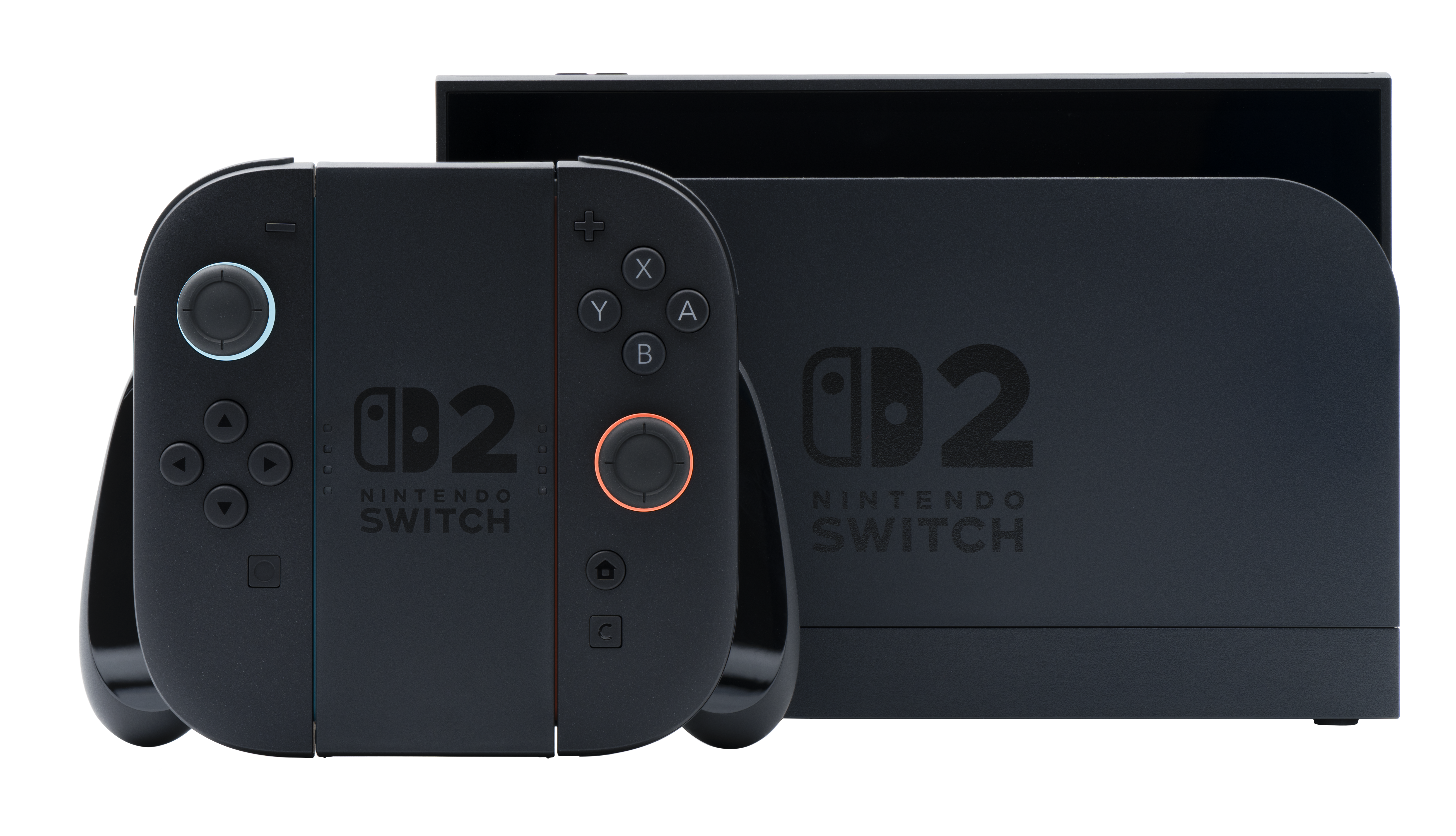
Switch 2 2025-heden

### Handhelds

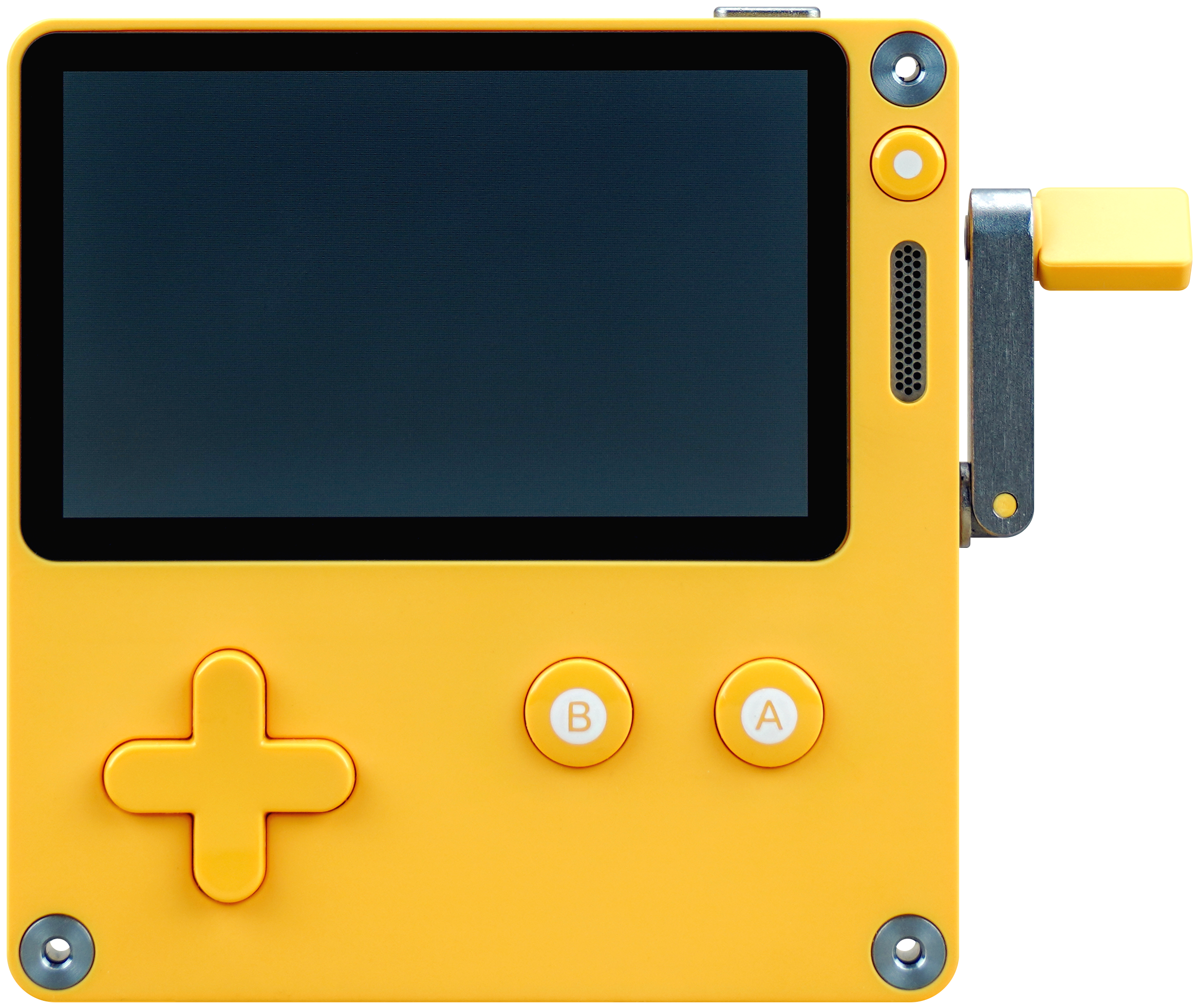
Playdate 2021-heden
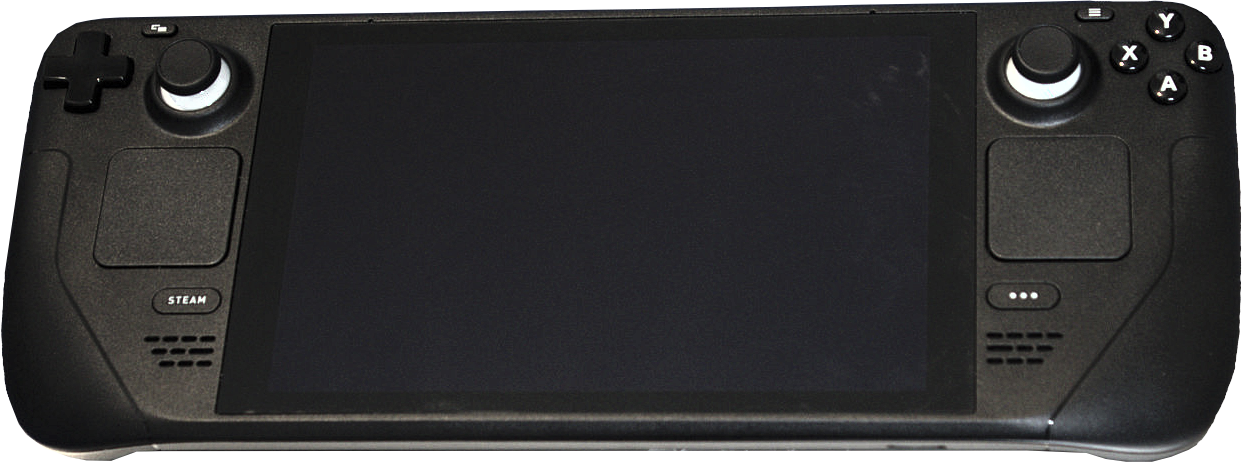
Steam Deck 2022-heden

## Computerspellen ontstaan tijdens deze periode
Een selectie van enkele goedverkopende spellen of waar regelmatig over is geschreven:
- Alan Wake II
- Assassin's Creed Valhalla
- Baldur's Gate 3
- Call of Duty: Modern Warfare 3
- Cyberpunk 2077
- Doom Eternal
- Elden Ring
- Final Fantasy XVI
- God of War: Ragnarök
- Horizon Forbidden West
- Mario Kart World
- Spider-Man 2
- Legend of Zelda: Tears of the Kingdom
- Metroid Dread
- Ratchet & Clank: Rift Apart
- Resident Evil Village
- Super Mario Bros. Wonder